# Фигероа, Педро Пабло
Педро Пабло Фигероа (исп. Pedro Pablo Figueroa) (25 декабря, 1857, Копьяпо — 1906, Сантьяго) — чилийский писатель, номинант Нобелевской премии по литературе 1906 года.
Писатель и исследователь Педро Пабло Фигероа родился в Копьяпо 25 декабря 1857 года в семье Педро Фигероа Бустоса и Рафаэлы Луны.
В 12 лет он потерял отца. Своё начальное и среднее образование получил в родном городе.
20 августа 1876 в Копьяпо был открыт бюст героя Бернардо О’Хиггинса. В то время молодой Фигероа, которому было всего 18 лет, обратил на себя внимание благодаря своему ораторскому искусству. В 20 лет он основал газету «Голос студента». Там он начал демонстрировать свои авторские способности. Несмотря на отсутствие политической принадлежности был большим другом и поклонником Педро Леон Галло, лидера Конституционной революции.
Несколько лет провёл в Перу, где работал в шахте и продолжал свою журналистскую деятельность, а также начал углублённые исторические исследования.
После 1880 он переехал в Икике для написания биографии журналиста Мануэля Кастро Рамоса, убитого 24 мая 1875 года на главной площади города Плаза-Прат.
Из Икике переехал в Талька, где он работал в качестве журналиста газеты «Эль-Прогресо», затем обосновался в Вальпараисо, где работал в газете «Республика».
Несмотря на свои журналистские задачи, он связан с Копьяпо и часто путешествует на родину, чтобы собрать данные и продолжить изучение исторических событий и персонажей Атакама.
Некоторое время проживал в деревне Хуан Годой. Возвращается жить в Копьяпо, поддерживает там образование и культуру.
В своих книгах он спасал от забвения великих людей Чили. Одной из почестей, возложенных на него, был его дипломатический статус, после назначения его консулом Эль-Сальвадор в Чили.
Будучи еще достаточно молодым, он имел проблемы со здоровьем. Умер в 1906 году в Сантьяго в возрасте 49 лет.

## Творчество
- Biografía de don Benjamín Vicuña Mackenna (1884)
- Tradiciones y leyendas (1885)
- Apuntes históricos (1885)
- Galería de escritores chilenos (1885)
- La sombra del genio (1885)
- Diccionario biográfico de Chile (1887)
- Estudios históricos Sudamericanos (1890)
- Diccionario biográfico de extranjeros 1890)
- Los principios del liberalismo democrático (1893)
- Vida del general José Francisco Vergara Gana (1894)
- La librería de Chile (1894)
- Reseña histórica de la literatura chilena (1900)
- Album Militar (1903)
- Rómulo Mandiola, su vida y sus escritos inéditos (1903)
- Historia de la fundación del carbón de piedra (1908)
- Biografía de don Jorge Rojas Miranda (1908)
- Antología chilena (1908)